# Давидович, Белла Михайловна
Бе́лла Миха́йловна Давидо́вич (род. 16 июля 1928, Баку) — советская и американская пианистка и музыкальный педагог, одна из лучших интерпретаторов музыки Шопена. Заслуженная артистка РСФСР (1972).

## Биография
Родилась в семье хирурга, заслуженного врача Азербайджанской ССР Михаила Наумовича Давидовича (1904—1964) и заслуженной артистки Азербайджанской ССР, концертмейстера Азербайджанского государственного театра оперы и балета имени М. Ф. Ахундова Люси Исааковны Ратнер (1903—2002). Дед — заслуженный артист Азербайджанской ССР, концертмейстер Азербайджанского государственного театра оперы и балета имени М. Ф. Ахундова Исаак Абрамович Ратнер. 
Начала заниматься на фортепиано в возрасте шести лет, и уже через три года впервые выступила в Баку, исполнив Первый концерт Бетховена. Выпускница школы для одаренных детей при Азербайджанской государственной консерватории им. Гаджибекова, в старших классах она занималась у пианистки и педагога А. С. Барон. В 1947—1954 училась в Московской консерватории сначала у Константина Игумнова, а затем у Якова Флиера. 
Ещё будучи студенткой, Давидович в 1949 году одержала блестящую победу на четвёртом Международном конкурсе пианистов имени Шопена в Варшаве (поделив первую премию с Галиной Черни-Стефанской), положив начало своей концертной карьере. Регулярно выступая в течение многих лет с оркестром Ленинградской филармонии, пианистка завоевала славу одной из лучших исполнительниц в СССР и вскоре стала одной из самых востребованных пианисток мира. С 1962 Давидович начала преподавать в Московской консерватории.
Впервые выступив на Западе (в Нидерландах) в 1967 году, Давидович получила известность за границей. Через четыре года пианистка провела концертный тур по Италии. После того, как её сын, скрипач Дмитрий Ситковецкий, в 1977 эмигрировал в США, Давидович было запрещено выезжать за границу, однако всего через год ей также удалось покинуть СССР. В 1979 состоялся её первый концерт в Карнеги-холле, за которым последовали многочисленные выступления как соло, так и с ведущими оркестрами страны. Через несколько лет Давидович получила американское гражданство и стала преподавать в Джульярдской школе в Нью-Йорке. Пианистка также давала многочисленные мастер-классы в США и Европе.
В начале перестройки Давидович стала одной из первых советских музыкантов, уехавших ранее из СССР, которым было разрешено вновь выступить в СССР. Её сольные концерты, а также камерные выступления с сыном и с квартетом имени Бородина пользовались большой популярностью.
В наши дни пианистка регулярно участвует в жюри международных фортепианных конкурсов, среди которых — Конкурс имени королевы Елизаветы в Брюсселе, Конкурс имени Шопена в Варшаве, Конкурс имени Бузони в Больцано и др.
Давидович была замужем за известным скрипачом Юлианом Ситковецким, их сын Дмитрий также стал классическим скрипачом.

## Творчество
В основе репертуара Давидович — сочинения композиторов XIX века (например, Мендельсона, Шумана и Листа), которые она неоднократно записывала. Её игра отличается живостью и силой, проникновенностью исполнения, близким подходом к тексту и глубоким осмыслением замысла автора.

## Награды
- Заслуженная артистка РСФСР (21.01.1972).